# Batería alta de Água Doce
38°43′42″N 9°28′34″O / 38.7282771, -9.476163
La denominada Batería alta de Água Doce está situada en una posición dominante al norte de la playa de Água Doce en 38° 43′ 42″ N, 9° 28′ 34″ O, en la parroquia y el municipio de Cascais, Distrito de Lisboa, Portugal.
Clasificada como propiedad de interés público por decreto en 1977, esta batería está actualmente en ruinas, dejando sólo rastros de las paredes, identificables entre el Océano Atlántico y el lado oeste del Hotel do Guincho.